# Лешница (Ловечская область)
Лешница (болг. Лешница) — село в Болгарии. Находится в Ловечской области, входит в общину Ловеч. Население составляет 149 человек.

## Политическая ситуация
Лешница подчиняется непосредственно общине и не имеет своего кмета.
Кмет (мэр) общины Ловеч — Минчо Стойков Казанджиев (Болгарская социалистическая партия (БСП)) по результатам выборов в правление общины.